# Dobutamina
Dobutamina é um fármaco simpaticomimético desenvolvido nos anos 70 que era usado para tratar a insuficiência cardíaca congestiva e o choque cardiogênico. Aumenta a força de contração e facilita a passagem do impulso elétrico pelo coração. Não deve ser usado em caso de isquemia, pois aumenta a demanda do coração por oxigênio. A droga é também muito usada em ambiente hospitalar como um agente de teste de esforço miocárdico para identificação de doença coronariana.

## Mecanismo de ação
É uma catecolamina sintética com efeitos mais proeminentes sobre receptores beta-1. Tem mais efeito inotrópico positivo que cronotrópico. Estimula diretamente os receptores beta-1 do coração, aumentando a contratilidade do miocárdio e o volume de ejeção, dando lugar a um aumento do gasto cardíaco. A irrigação sanguínea coronária e o consumo de oxigênio do miocárdio aumentam, já que aumenta a contratilidade do miocárdio. 
A resistência vascular periférica geralmente diminui (redução pós-carga); contudo a pressão arterial sistólica e a pressão do pulso podem permanecer invariáveis ou incrementar-se devido ao aumento do gasto cardíaco. A dobutamina reduz a elevada pressão de enchimento ventricular (redução da pré-carga) e facilita a condução no nó atrioventricular. Doses excessivas tem um efeito cronotrópico. O fluxo sanguíneo renal e o volume de urina podem estar melhores como resultado de um efeito dopaminérgico.

## Farmacocinética
- Administração: via endovenosa
- Metabolismo: Hepático a compostos inativos
- Meia-vida: Aproximadamente 2 minutos
- Início da ação: Em um período de 1 a 2 minutos, contudo podem ser requeridos até 10 minutos se a velocidade de infusão for lenta.
- Duração da ação: Poucos minutos
- Eliminação: Fundamentalmente renal como metabólitos